# Santa Bárbara, Chile

Santa Bárbara în Regiunea Biobío

Santa Bárbara este un oraș din regiunea Biobío, Chile. Suprafața totală este de 1.255 km². Comuna avea o populație totală de 19.970 locuitori (2002).